# NGC 240
NGC 240 (również PGC 2653 lub UGC 473) – galaktyka spiralna (S0-a), znajdująca się w gwiazdozbiorze Ryb. Odkrył ją Lewis A. Swift 22 października 1886 roku.